# Davy Jones
David Thomas "Davy" Jones, född 30 december 1945 i Manchester, död 29 februari 2012 i Stuart i Florida, var en brittisk sångare och skådespelare. Han är mest känd som en av de fyra medlemmarna i popgruppen The Monkees 1966–1970 och vid senare återföreningar av gruppen.

## Diskografi
Soloalbum
- David Jones (1965)
- Davy Jones (1971)
- Sings the Best of the Monkees (1983)
- Incredible! (1986) (kassett)
- They Made a Monkee Out of Me (1988) (intervju)
- It's Christmas Time Again (1997)
- Just Me (2001)
- Just Me 2 (2004)
- She (2009)

Med Dolenz, Jones, Boyce & Hart
- Dolenz, Jones, Boyce & Hart (1975)
- Concert in Japan (1981) (live)

Se också artikeln om The Monkees.